# هورمون آزادکننده هورمون رشد
هورمون آزادکننده هورمون رشد (GHRH)، هورمونی است که باعث تحریک ترشح هورمون رشد از هیپوفیز می‌شود. این هورمون، یک هورمون پپتیدی دارای ۴۴ اسیدآمینه بوده که از هیپوتالاموس ترشح می‌شود.
هورمون آزادکننده هورمون رشد، برای نخستین بار در ۱۸ تا ۲۹ هفتگی بارداری، برای تحریک ترشح هورمون رشد و سایر سوماتوتروپین‌ها در جنین تولید می‌شود.

## محل تولید
هورمون آزادکننده هورمون رشد، از نورون‌های ترشحی آزاده شده و از راه ورید باب به هیپوفیز قدامی که محل ترشح هورمون رشد است، حمل می‌شود.

## اثر هورمون
هورمون آزادکننده هورمون رشد، با تأثیر بر گیرنده‌های خود در هیپوفیز قدامی باعث ترشح هورمون رشد می‌شود. کارکرد این هورمون در بدن، متضاد با اثر هورمون سوماتواستاتین است که باعث مهار تولید هورمون رشد می‌شود. در صورت اختلال در ترشح این هورمون، کاهش تولید آن باعث تولید کم هورمون رشد شده و باعث عوارضی مانند کوتولگی و کوتاهی قد می‌شود. 